# Richard Virenque

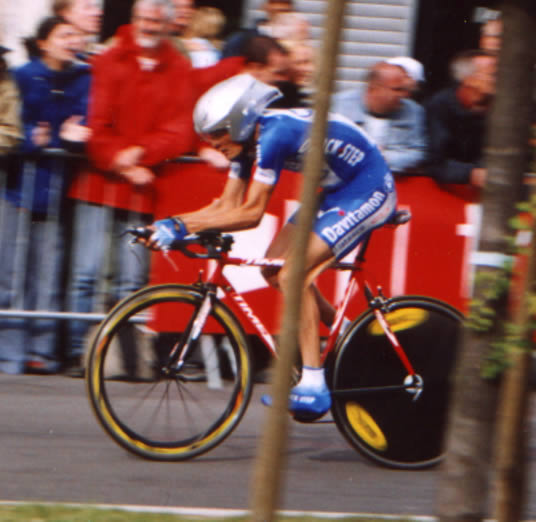
Virenque beim Prolog der Tour 2004

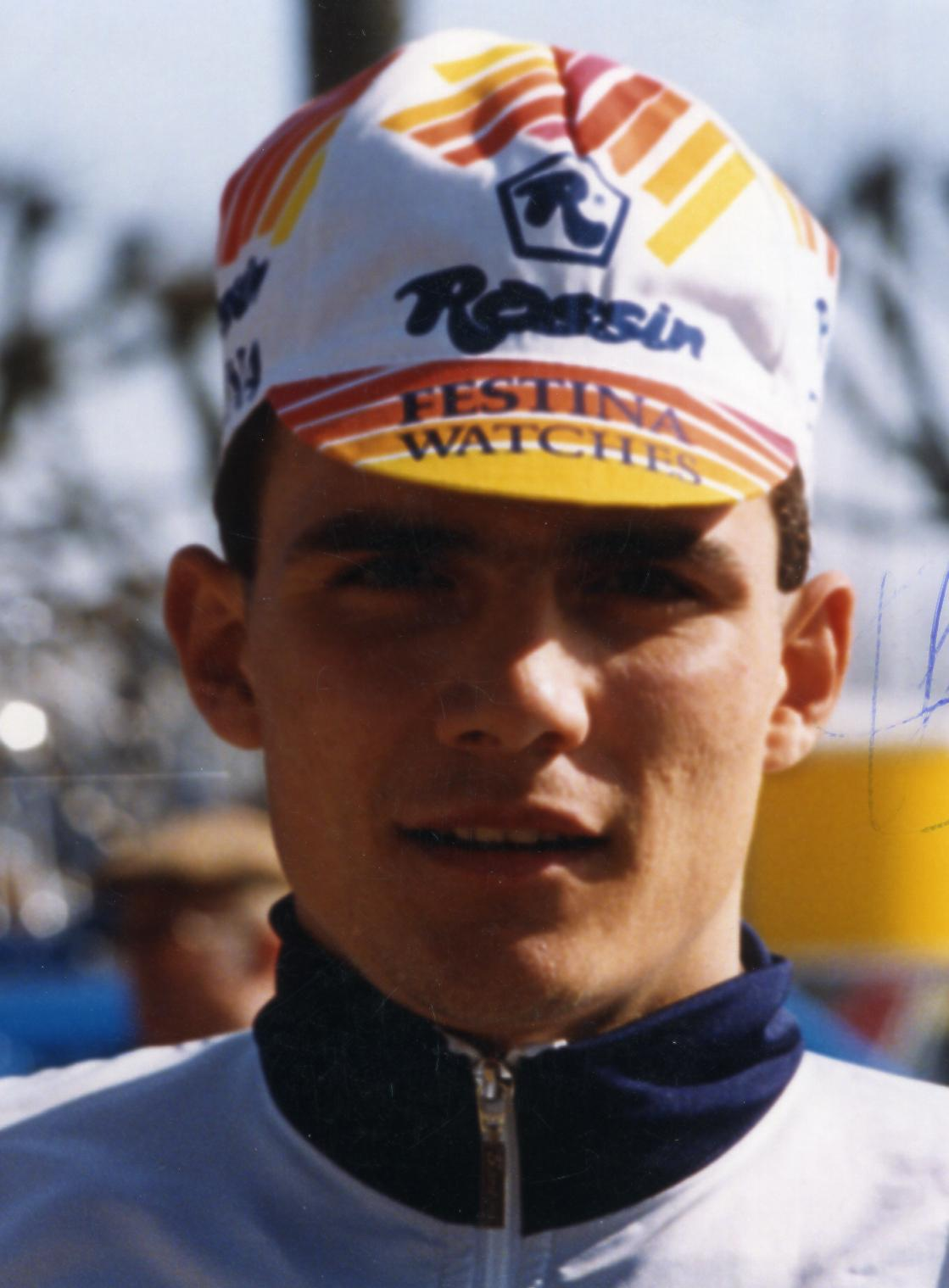
Richard Virenque (1993)

Richard Virenque (* 19. November 1969 in Casablanca, Marokko) ist ein ehemaliger französischer Radrennfahrer. Der Bergspezialist gewann siebenmal das Gepunktete Trikot der Tour de France und ist damit Rekordsieger der Bergwertung. Wegen seiner Beteiligung in der Festina-Affäre 1998 wurde gegen ihn im Jahr 2000 eine halbjährige Dopingsperre verhängt.

## Karriere
Virenque begann seine Profikarriere 1991. Ein Jahr später fuhr er bei der Tour de France 1992 einen Tag im Gelben Trikot und wurde Zweiter der Bergwertung. Virenques offensiver Fahrstil ließ ihn rasch zum populärsten Radprofi Frankreichs aufsteigen. Sein Markenzeichen wurde sein nach oben gestreckter Zeigefinger, wenn er eine Etappe gewann.
Von 1994 bis 1997 konnte er viermal in Folge das Gepunktete Trikot des besten Bergfahrers der Tour de France gewinnen.  Seine besten Platzierungen im Gesamtklassement erreichte Virenque 1996 als Dritter hinter Bjarne Riis und Jan Ullrich und 1997 als Zweiter, abermals hinter Jan Ullrich.
Bei der Tour de France 1998 trat er als einer der Favoriten an, befand sich aber nach wenigen Tagen im Zentrum der so genannten Festina-Affäre, bei der eine systematische Dopingpraxis in seinem Team Festina aufgedeckt wurde. Im Gegensatz etwa zu fast allen seinen Teamkollegen – darunter der zweimalige Tour-Zweite Alex Zülle – beschwor Virenque lange Zeit seine Unschuld, bis er vor Gericht 2000 ebenfalls die Einnahme verbotener Mittel zugab und danach für sieben Monate gesperrt wurde. Vor Beginn seiner Sperre gewann er bei der Tour de France 1999 ein weiteres Mal die Bergwertung und 2000 die Etappe von Courchevel nach Morzine.
Nach Ablauf seiner Sperre gewann Richard Virenque nach einer langen Flucht das flache Weltcuprennen Paris–Tours. Im Jahr darauf gewann er die Tour-de-France-Etappe auf den Mont Ventoux. Nach elf Jahren eroberte er bei der Tour de France 2003 wieder das Gelbe Trikot, musste es aber bereits am folgenden Tag im Anstieg nach L’Alpe d’Huez an Lance Armstrong weiterreichen.
Im Jahr 2004 schließlich holte er sein siebtes Gepunktetes Trikot und überbot damit die bisherige Bestmarke, die von Federico Bahamontes und Lucien Van Impe mit je sechs Bergwertungssiegen gehalten worden war. Im selben Jahr konnte Virenque die zehnte Etappe der Tour am französischen Nationalfeiertag von Limoges nach Saint-Flour gewinnen und errang damit den siebten Tour-Etappensieg seiner Karriere. Am Ende der Tour wurde er als kämpferischster Fahrer ausgezeichnet. Er fuhr zu der Zeit für das belgische Team Quick Step – Davitamon.
Am Ende der Saison 2004 erklärte Virenque seinen Rücktritt vom aktiven Rennsport. Während der Tour de France fungiert er als Experte des TV-Senders Eurosport.
Bei einem Hobbyrennen 2006 in den französischen Alpen stürzte Virenque schwer. Neben weiteren Verletzungen erlitt er dabei einen offenen Bruch an der Stirn und einen Nasenbeinbruch.